# Frantz Fanon

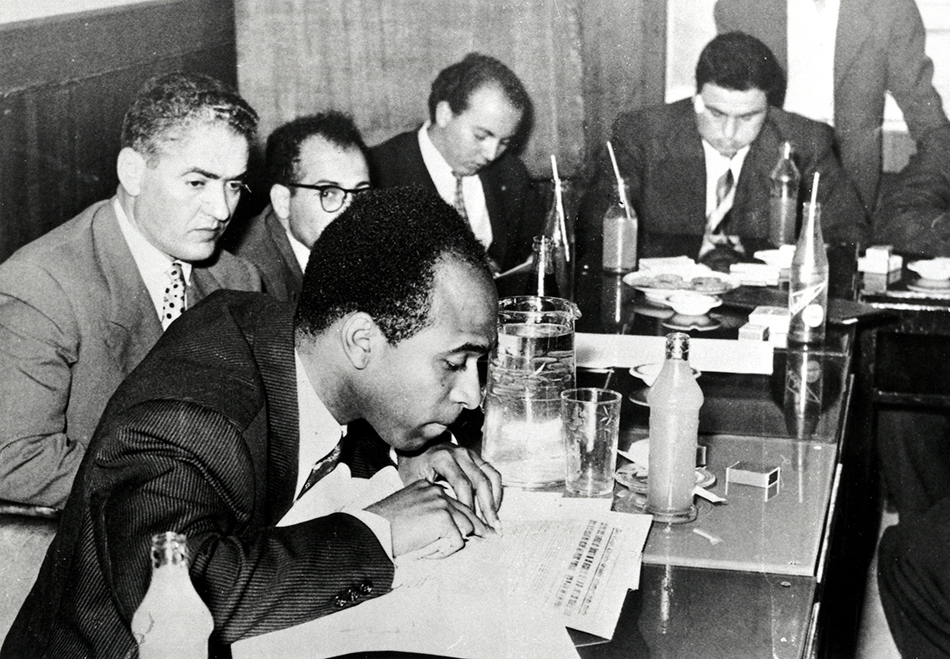
Frantz Fanon (1959)

Frantz Omar Fanon, född 20 juli 1925 i Fort-de-France på Martinique, död 6 december 1961 i Bethesda i Maryland, var en fransk psykiater, filosof och debattör, förmodligen en av de mest erkända teoretikerna kring den västerländska imperialismen och avkoloniseringen. Trots att han dog ung lyckades han att publicera två böcker som fick stort genomslag, Svart hud, vita masker (1952) och Jordens fördömda (1961). Fanons teorier var starkt präglade av marxism och psykoanalys. Det psykoanalytiska perspektivet på kolonialism och postkolonialism bestod bland annat i Fanons hävdande att det första en förtryckt måste göra för att kunna bjuda motstånd är att sluta se sig själv "med den vite mannens ögon", som underställd.

## Biografi
Fanons far Felix Casimir Fanon var tulltjänsteman och ättling till en afrikansk slav. Hans mor Eléanore Médélice var dotter till en marockansk svart kvinna och en vit fransman. Fanon växte upp i en svart medelklassfamilj och var en av de få svarta som fick möjlighet att på gymnasiet. Under gymnasietiden utbröt andra världskriget och Fanon sökte sig till en militär grundutbildning på den brittiska ön Dominica.
Före sin tjänstgöring som militär var Fanons politiska inställning en blandning av fransk liberalism och marxism. Han såg sig som en fransk patriot när han anslöt sig till general de Gaulles befrielsearmé.
| ”              | Närhelst friheten angrips, oavsett om vi är vita, svarta, gula eller kakos … Jag svär att var det än må ske ska vi vara på plats varje gång friheten hotas. | „ |
| – Frantz Fanon | |   |

Fanon tjänstgjorde i den 5. bataljonen. Den bestod av trupper från Guadeloupe, Guyana och Martinique och var stationerad i franska Algeriet. Det blev ett brutalt uppvaknande, då triumfer fläckades av rasistiska kränkningar. Den martinikanska kvinnokåren blev konkubiner till officerare.

### Frankrike
Efter kriget, när Franz Fanon var 20 år, reste han till Lyon i Frankrike, för att studera. Han läste till läkare med inriktning mot psykiatri och skrev en avhandling om psykologi. I den undersökte han psykologiska processer hos vita kolonisatörer som distanserar sig från svarta invånare. Avhandlingen omarbetades 1952 till en faktabok med titeln Peau noire, masques blancs.

### Algeriet
1953 fick Fanon en tjänst på en psykiatrisk klinik i Algeriet som då var franskt territorium. Han sökte sin egen identitet som svart man i en vit kolonial kultur och upplevde åter rasism.

## Fanons teorier och påverkan
Många av Fanons teorier och åsikter var mycket kontroversiella, främst på grund av att han ansåg att våld var en nödvändig och strategiskt korrekt metod för att befria den koloniserade världen. Inom sociologin är Fanons teorier tillämpningsbara i frågor kring integration och organisering underifrån.
Det var främst i Algeriet som Fanon använde och utvecklade sina teorier. Han var bland annat aktiv i den algeriska befrielseorganisationen Front de Libération Nationale (FLN).
Boken Jordens fördömda (Les Damnés de la terre, 1961) är Frantz Fanons uppgörelse med kolonialismen. Bokens förord är skrivet av Jean-Paul Sartre som var en stor beundrare av Fanon men också inspirerade Fanon mycket. Fanon kritiserade dock Sartre för att han inte förstod att de svarta var "fångar i hudfärgens tecken". Fanon menade att den humanism som den franska vänstern bekände sig till på 1950-talet saknade insikt i kolonialismens förmåga att begränsa de svartas handlingsmöjligheter.